# Cufundar polar

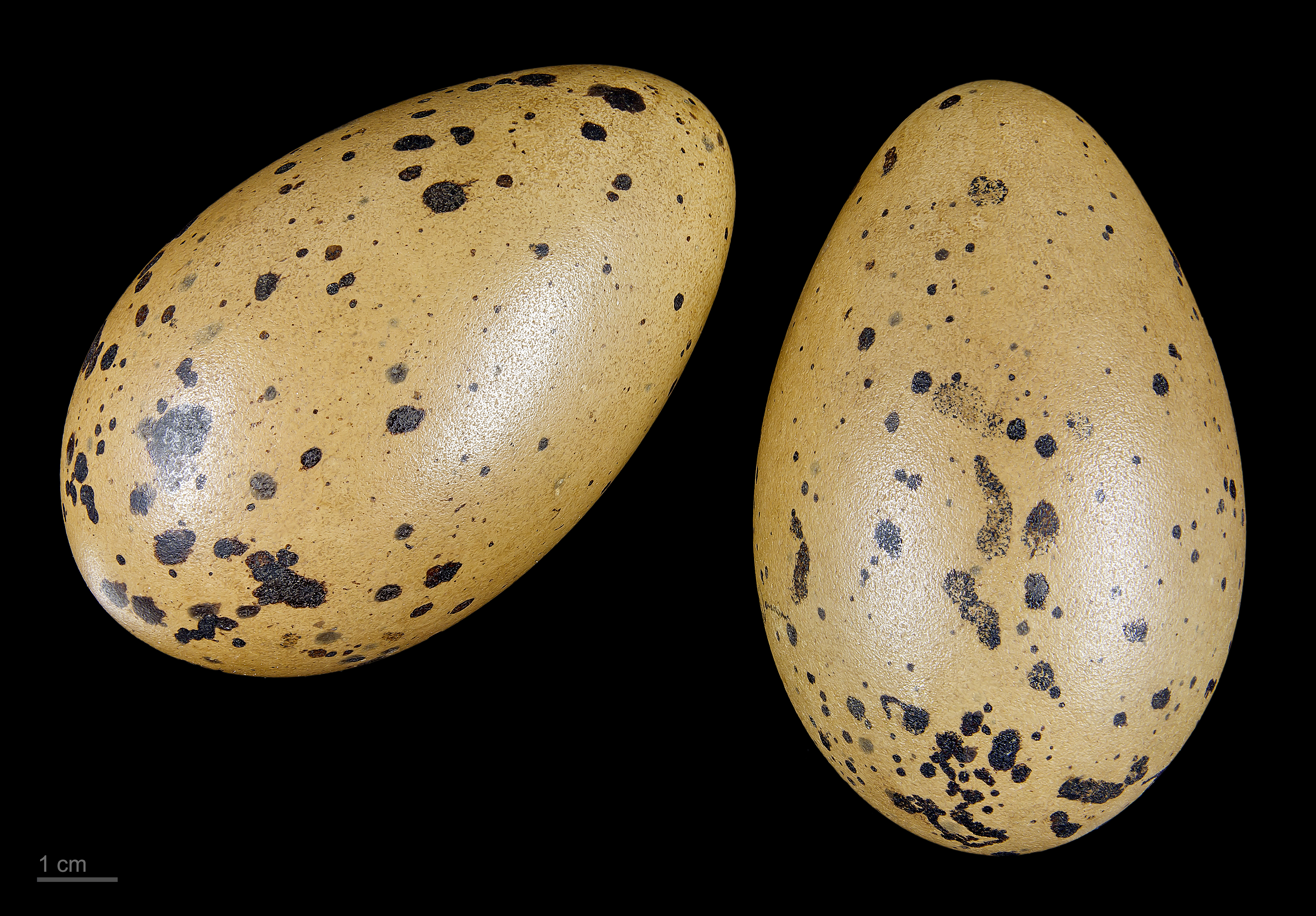
Gavia arctica - MHNT

Cufundarul polar (Gavia arctica) este o pasăre acvatică migratoare din emisfera nordică, care se reproduce în principal în lacurile de apă dulce din nordul Europei și al Asiei. Iernează de-a lungul coastelor adăpostite și fără gheață din nord-estul Oceanului Atlantic și din estul și vestul Oceanului Pacific.

## Descriere
Adulții dezvoltați au o lungime cuprinsă intre 63 cm și 75 cm cu o deschidere a aripilor între 100 cm și 122 cm arătând ca o versiune mai mică a Cufundarului mare (Gavia immer). Capul este de culoare gri, gâtul negru, partea inferioară este de culoare albă cu partea de deasupra de culoare pestriță. Ciocul are culoarea gri sau albicioasă. O pată albă, prezentă pe fiecare pană, diferențiază specia de celălalte, în special de identicul Gavia pacifica.

## Localizare
Cuibărește în zona N Europei și în Scoția pe lacuri dulci, bogate în pește, rar pe coasta mării. Sunt păsări migratoare, iernează pe lacuri și pe mare. Vara, nota distinctivă o constituie gâtul și bărbia de culoare neagră și creștetul gri închis.

## Comportament
Această specie, ca toate cufundătoarele este consumator de pește, prinzându-și prada sub apă. Zboară cu gâtul întins.
Strigătul produs în perioada de împerechere (cel mai adesea noaptea) are tonalități triste și rezonante "clu-uu-clu-uu-cu-uu".
Alte strigăte emise: unul răsunător ca un pescăruș - "aa-au", și unul dur "carr". Este tăcut iarna și în timpul zborului.